# Aurinyacià

Possibles rutes migratòries dels humans prehistòrics durant el Paleolític superior

L'aurinyacià fou la fase cultural que va substituir el perigordià, canvi perceptible a partir del 20.000 aC aproximadament. Es creu que va ser un corrent cultural que va venir de fora, però no se sap d'on.
Es caracteritza per raspadors gruixuts, de vegades tallats en petits blocs de sílex, i per fulles retocades en una o dues vores, moltes vegades amb raspadors a la vora. Desapareixen les peces de dors rebaixat; els burins són de diferent mida amb punta dèbil. L'utillatge ossi és més abundós: puntes, punxons, etc.
En la seva fase final, es desenvolupen els burins de vegades arquejats i desapareixen les fulles retocades. Les puntes òssies de dard passen a ser de secció arrodonida, i després de base bisellada. Apareix el gravat i es multiplica ràpidament.
Es va estendre per França, Bèlgica, Catalunya, la regió cantàbrica i Anglaterra.

## Eines

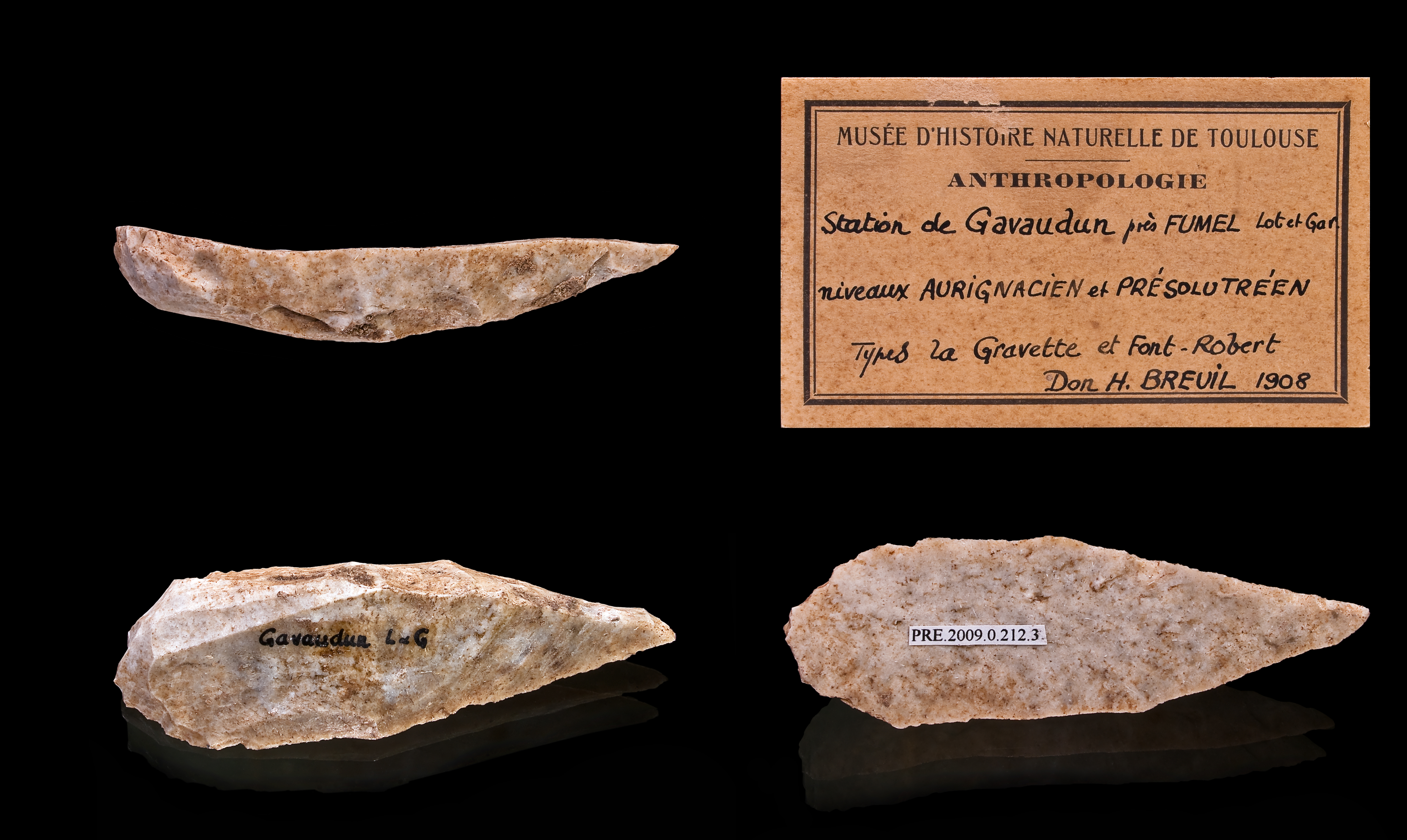
Raspador - Col·lecció Henri Breuil
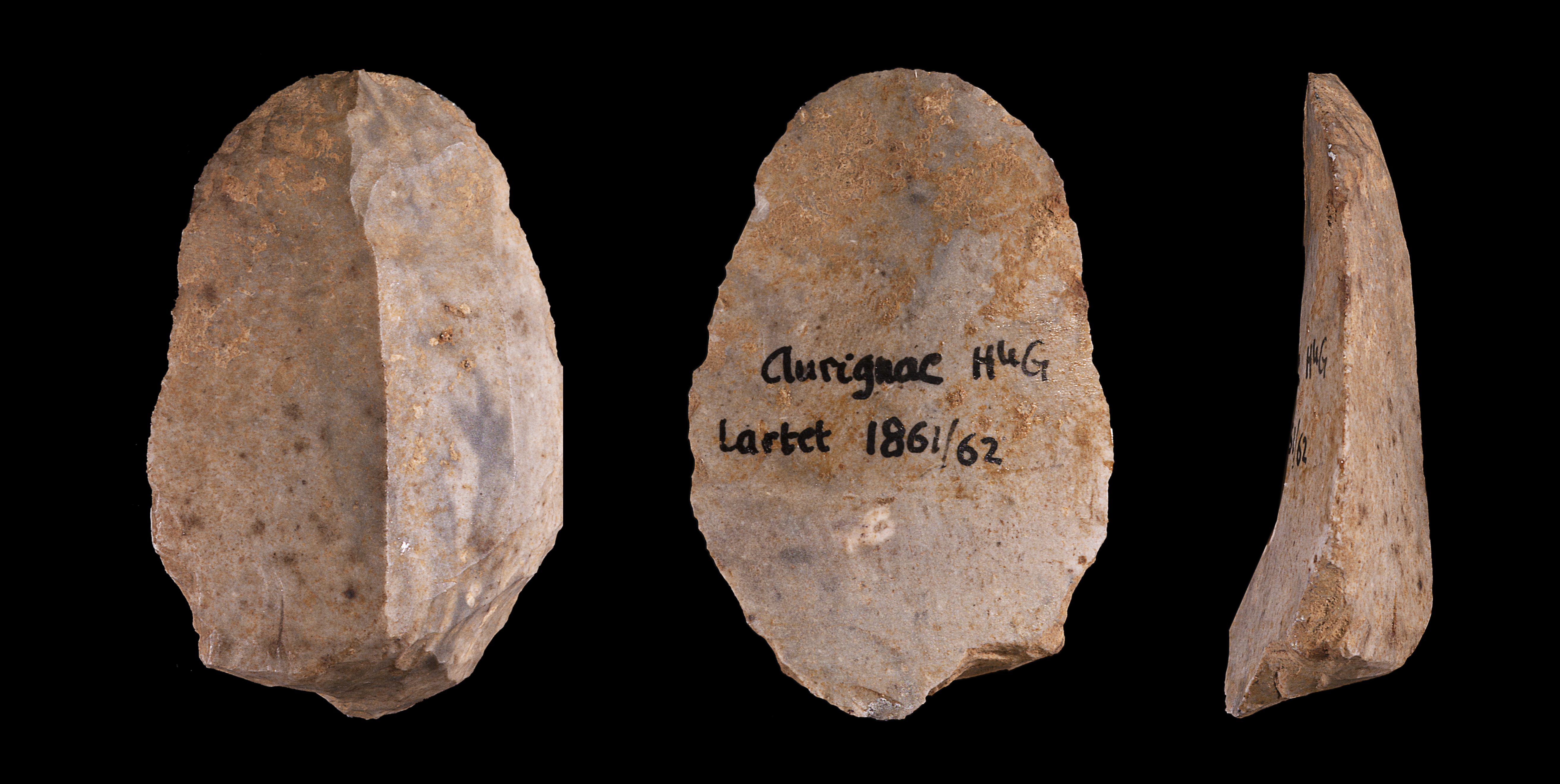
Raspador - Aurignac Alta Garona Col·lecció Édouard Lartet
Raspador - Aurignac Alta Garona

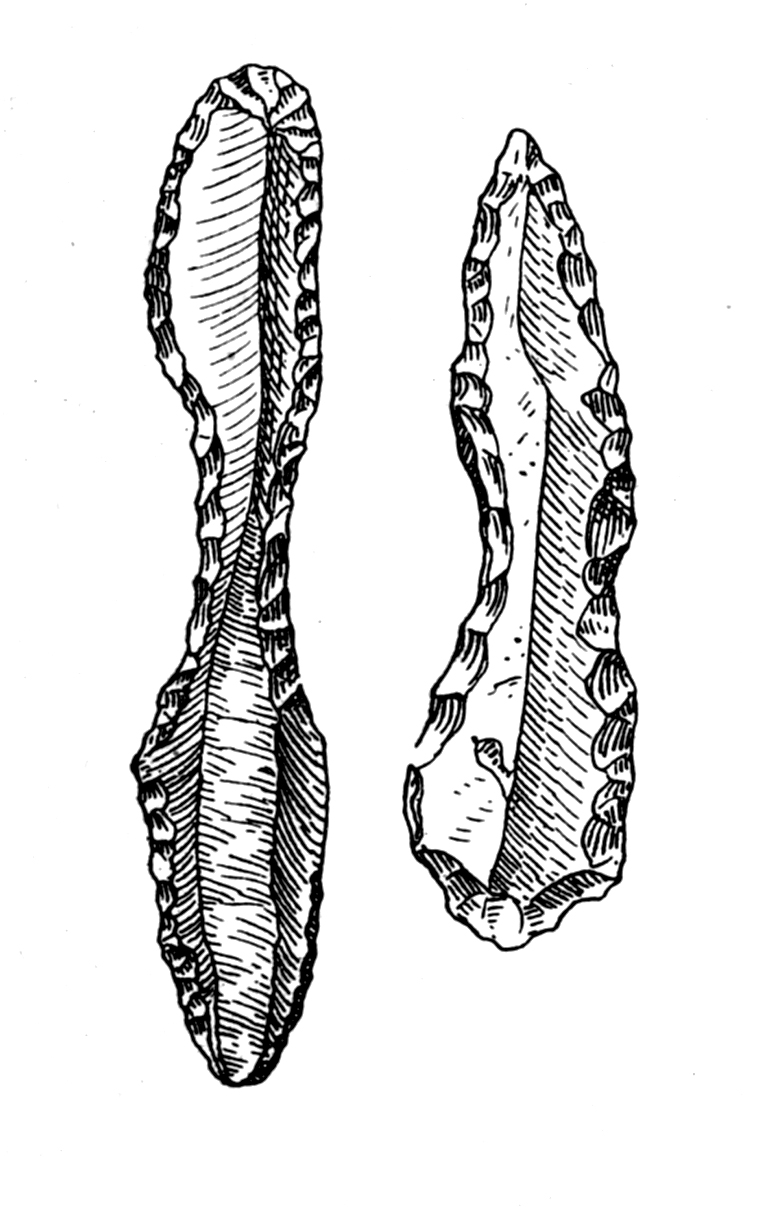
Fulla de l'aurinyacià
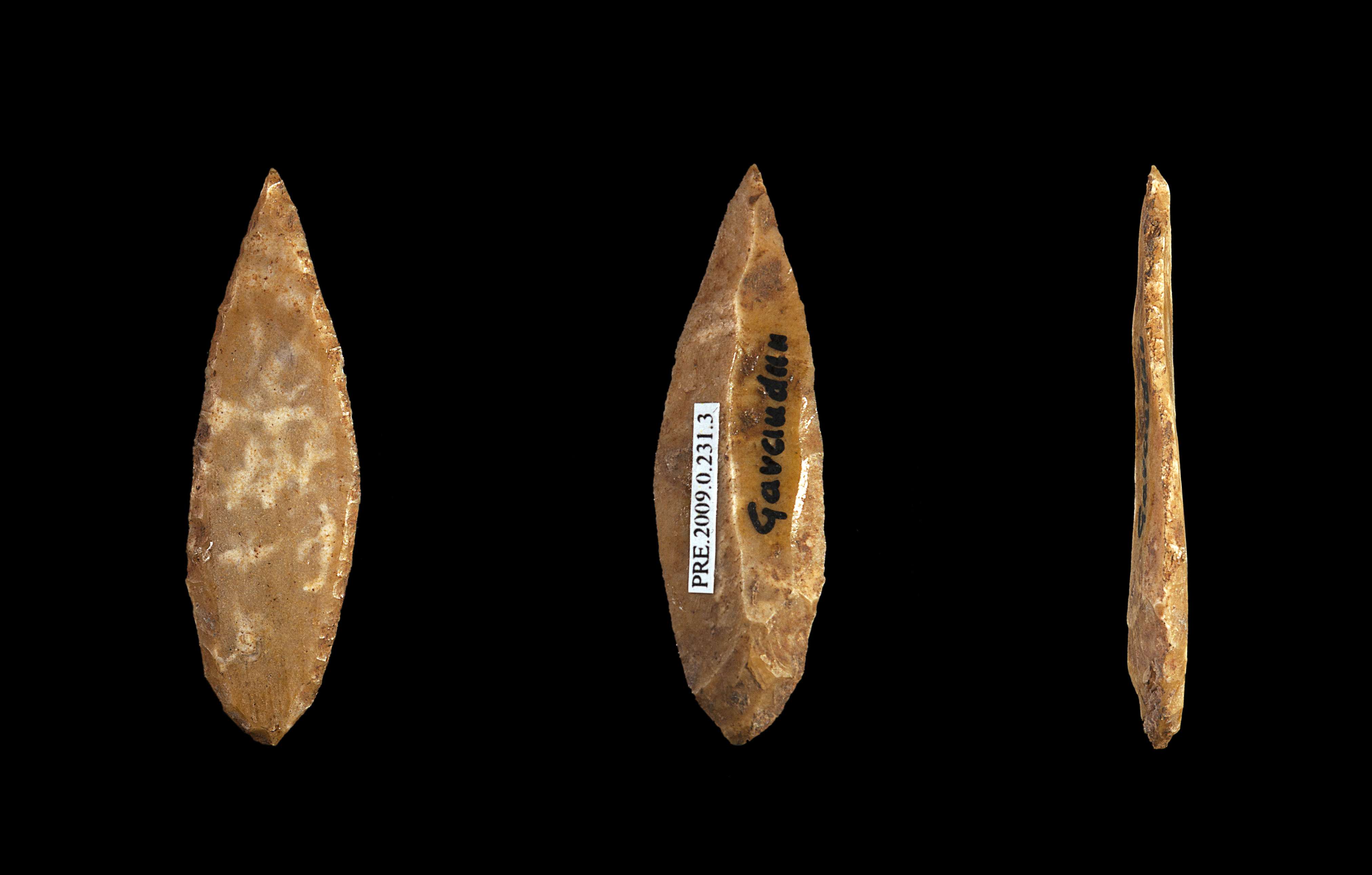
Fulla Dufour
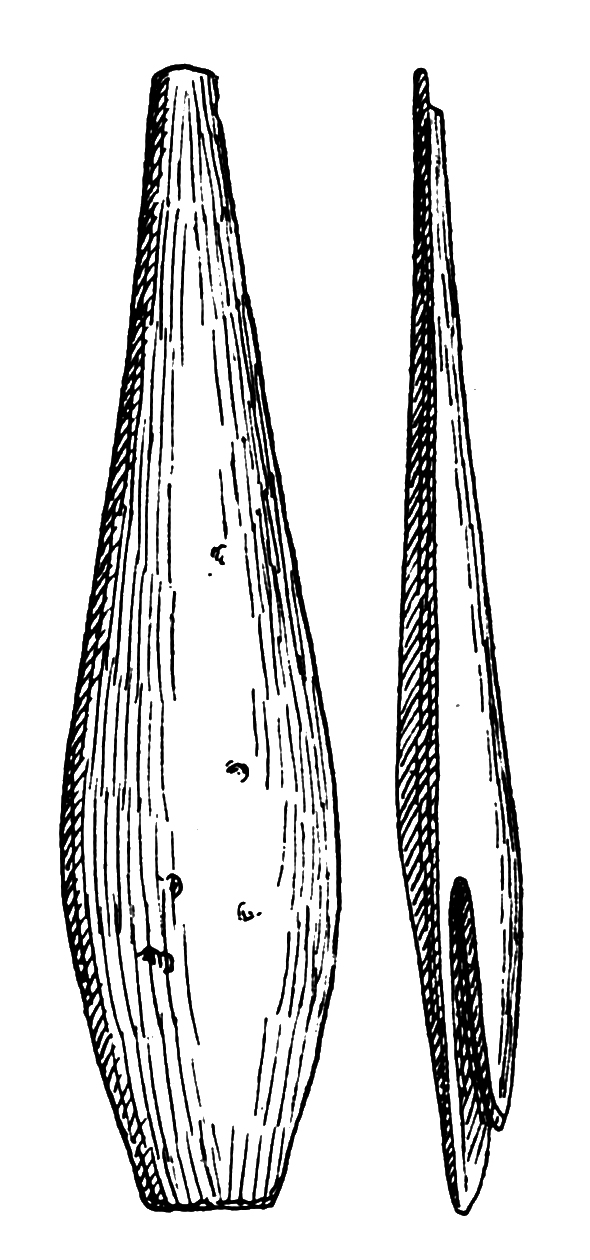
Punta d'os

## Art
A nivell artístic, aquesta cultura va deixar exemples com les pintures de la cova de Beaume de Latrone (Gard) o la cova de la Mouthe, a la Dordonya. També s'han trobat petites estàtues conegudes amb el nom d'esteatopígies, trobades a Grimaldi, a Willendorf i a Sibèria.